# Cheilopogon agoo
Cheilopogon agoo är en fiskart som först beskrevs av Temminck och Schlegel, 1846.  Cheilopogon agoo ingår i släktet Cheilopogon och familjen Exocoetidae. Inga underarter finns listade i Catalogue of Life.